# Solomon Van Rensselaer

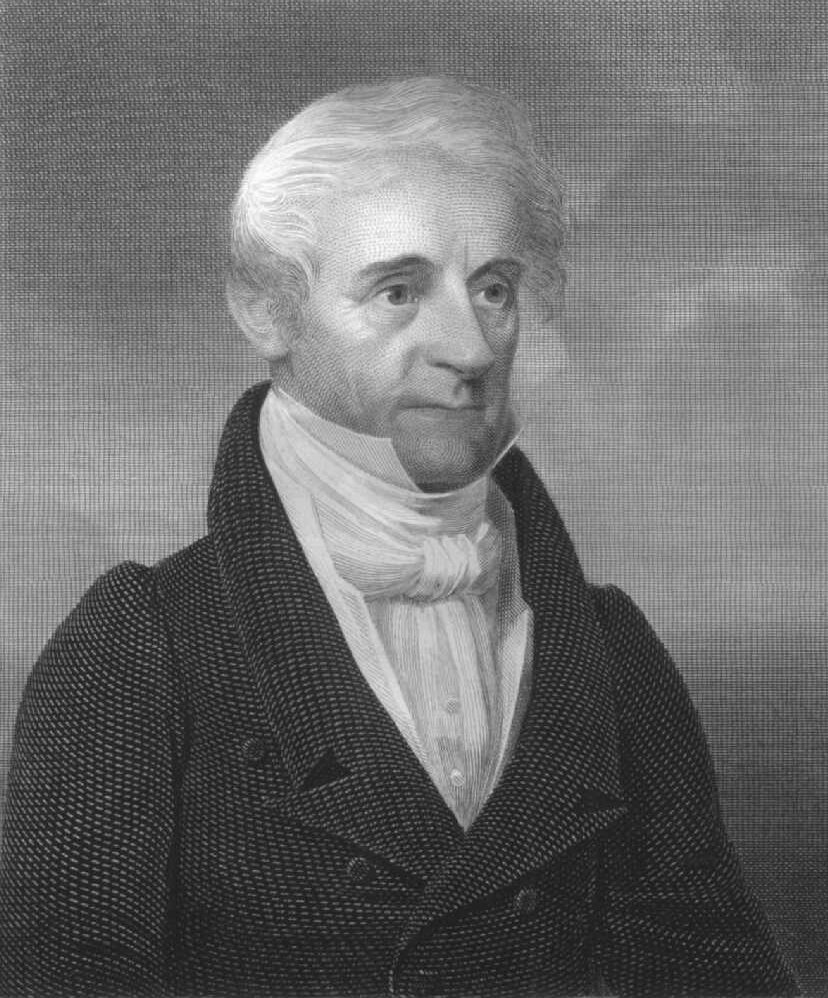
Solomon Van Rensselaer

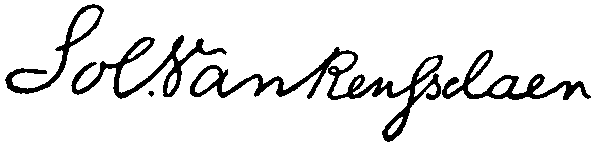
Unterschrift von Solom Van Rensselaer

Solomon Van Vechten Van Rensselaer (* 6. August 1774 in Greenbush, Provinz New York; † 23. April 1852 bei Albany, New York) war ein US-amerikanischer Politiker. Zwischen 1819 und 1822 vertrat er den Bundesstaat New York im US-Repräsentantenhaus.

## Werdegang
Solomon Van Vechten Van Rensselaer, Sohn von Alida Bratt und General Henry Killian Van Rensselaer, wurde ungefähr neun Monate vor dem Ausbruch des Unabhängigkeitskrieges in Greenbush geboren. Er studierte und schloss seine Vorstudien ab. Van Rensselaer verpflichtete sich in der US Army. Im Alter von 18 Jahren wurde er zum Kornett ernannt. Er diente unter General Anthony Wayne und wurde im August 1794 während der Kampfhandlungen gegen die Miami verwundet. Van Rensselaer wurde zum Captain in einer Volunteer-Kompanie befördert und am 8. Januar 1799 zum Major. Im Juni 1800 fand seine Ausmusterung statt. Er war dann in den Jahren 1801, 1810 und 1813 Adjutant General in der Nationalgarde von New York. Während des Britisch-Amerikanischen Krieges diente er als Lieutenant Colonel bei den New York Volunteers. Politisch gehörte er der Föderalistischen Partei an.
Bei den Kongresswahlen des Jahres 1818 wurde Van Rensselaer im neunten Wahlbezirk von New York in das US-Repräsentantenhaus in Washington, D.C. gewählt, wo er am 4. März 1819 die Nachfolge von Rensselaer Westerlo antrat. Er wurde in den folgenden Kongress wiedergewählt, trat allerdings am 14. Januar 1822 von seinem Sitz zurück.
Van Rensselaer war zwischen 1822 und 1839 sowie zwischen 1841 und 1843 Postmeister in Albany. Am 4. November 1825 nahm er als Delegierter von New York an der Eröffnungszeremonie des Eriekanals teil. Er verstarb am 23. April 1852 bei Albany und wurde dann dort auf dem North Dutch Church Cemetery beigesetzt, aber später auf den Albany Rural Cemetery umgebettet. Der Kongressabgeordnete Killian Van Rensselaer war sein Onkel.

## Trivia
Alida Bratt benannte ihren Sohn nach ihren Großvater Solomon Van Vechten. Man nannte ihn auch irrtümlich den Sohn von Jeremiah Van Rensselaer.